# Auditorium Building
Das Auditorium Building (Hörsaal-Gebäude) in Chicago ist eines der bekanntesten Werke der Architekten Dankmar Adler und Louis Sullivan. Das Gebäude befindet sich nahe dem Grant Park in der südlichen Innenstadt.
Das Auditorium Theatre ist Teil des Gebäudes und war die erste Aufführungsstätte der Städtischen Oper von Chicago und des Chicagoer Sinfonieorchesters. Heute ist das Auditorium Building der Hauptsitz der privaten Roosevelt University. Es wurde 1975 zum National Historic Landmark erklärt. Zudem zählt es seit dem 16. September 1976 zu den offiziellen Wahrzeichen der Stadt (Chicago Landmark). Es ist Teil des historischen Bezirks Michigan Boulevard.

## Planung

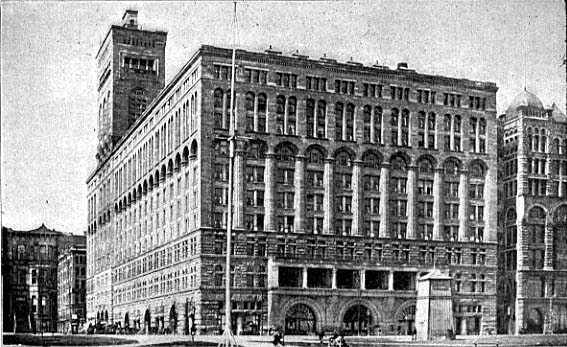
Das Auditorium Building, historische Aufnahme

Der Geschäftsmann Ferdinand Peck ließ im Dezember 1886 die Chicago Auditorium Association als Aktiengesellschaft eintragen. Sein Ziel bestand darin, mit dem Auditorium gegenüber großen Theatern wie dem Metropolitan Opera House in New York konkurrenzfähig zu werden. Peck soll versucht haben, der Chicagoer Arbeiterklasse die gehobenen Kulturveranstaltungen leichter zugänglich zu machen.
Das Gebäude beinhaltete einen Büroteil und ein Luxushotel. Ferdinand Peck überzeugte etliche Magnate aus der Geschäftswelt Chicagos für seine Sache. Dazu gehörten unter anderem Marshall Field, Edson Keith, Martin Ryerson und George Pullman. Die Vereinigung beauftragte das gerühmte Architekturbüro von Dankmar Adler und Louis Sullivan, das geplante Gebäude zu entwerfen. Zu der Zeit war in dem Unternehmen der junge Frank Lloyd Wright als Konstruktionszeichner beschäftigt.

## Architektur

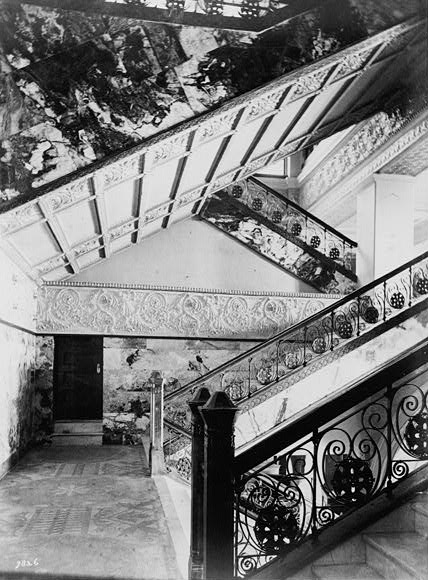
Treppenhaus im Auditorium Hotel

Adler und Sullivan konstruierten ein hohes Bauwerk mit tragenden Außenmauern. Das Äußere basiert zum Teil auf Henry Hobson Richardsons Marshall Field's Wholesale Store in Chicago. Das Auditorium war besonders zur Zeit seiner Entstehung ein ungewöhnlich großes Gebäude. Bei seiner Fertigstellung war es das höchste Bauwerk der Stadt und der größte Gebäudekomplex in den Vereinigten Staaten.
Zu den innovativsten Teilen des Gebäudes zählte die massive Fundamentplatte, entworfen von Dankmar Adler in Zusammenarbeit mit dem Ingenieur Paul Mueller. Der Boden darunter besteht aus einer etwa 30 Meter tiefen Schicht aus weichem Ton, was herkömmliche Fundamente undenkbar machte. Die Architekten konstruierten die Platte aus Bahnschwellen und darüberliegenden Stahlschienen, eingebettet in Beton. Das ganze wurde mit Pech bedeckt.
Auf der Fundamentplatte wurde das große Gewicht der Außenmauern über eine große Fläche verteilt. Dennoch wurde das Fundament in den mehr als hundert Jahren verformt, sodass das Gebäude heute teilweise über 70 Zentimeter niedriger liegt. Die Verbiegung ist im Empfangsbereich des Theaters deutlich sichtbar, wo der Mosaikboden zu den Außenwänden hin sehr abschüssig ist. Die Stützensenkung resultierte nicht aus einem Baumangel, allerdings wurden die Konstruktionspläne noch während der Errichtung verändert. Ursprünglich war geplant, die Fassade mit leichtem Terrakotta zu bedecken. Statt für Terrakotta entschied man sich jedoch nach der Fertigstellung der Fundamentplatte für Gestein. Ein Großteil der Verformungen erfolgte bereits in den ersten zehn Jahren nach der Eröffnung des Auditorium Buildings. Zwischenzeitlich existierte ein Vorhaben, das Korrekturen im Gebäudeinneren vorsah. Sie wurden bis heute nicht in die Tat umgesetzt.
Im Zentrum des Gebäudes war ein Hörsaal mit 4327 Sitzplätzen eingerichtet. Dieser war erst vorzugsweise für Grand-opéra-Aufführungen gedacht. Die Anordnung der Sitzplätze entsprach Ferdinand Pecks Vorstellungen. Alle Zuschauer sollten einen guten Blick auf die Bühne haben und nicht auf gute Akustik verzichten müssen. Logen waren ursprünglich nicht vorgesehen. Als man doch solche in den Plan aufnahm, wurden sie gegenüber den anderen Sitzplätzen nicht bevorteilt.
1890 wurden weitere 136 Büroräume und ein Hotel mit 400 Zimmern um den zentralen Gebäudeteil errichtet, um damit die Oper finanziell zu unterstützen. Das eigentliche Auditorium Building war hingegen nicht als kommerzielle Einrichtung beabsichtigt. Der Erlös aus dem Hotelbetrieb und der Miete für die Büros diente dazu, die Eintrittspreise der Oper niedrig zu halten. Binnen einiger Jahre wurden jedoch sowohl das Hotel als auch der Büroblock unprofitabel.

## Geschichte
Am 5. Oktober 1887 setzte der damalige US-Präsident Grover Cleveland den Grundstein für das Auditorium Building. Der Nominierungsparteitag der Republikanischen Partei im Jahre 1888 wurde in dem teilweise fertigen Bauwerk abgehalten, bei dem Benjamin Harrison zum Präsidentschaftskandidaten nominiert wurde. Am 9. Dezember 1889 weihte Präsident Harrison das Gebäude ein und die Architekten Adler und Sullivan richteten ihre neuen Büros in den Geschossen 16 und 17 des Turmes ein.
Das Chicago Symphony Orchestra gab am 16. Oktober 1891 sein erstes Konzert. Es war seit seiner Gründung bis zum Jahr 1904 im Auditorium Building beheimatet. Danach zog es in die Chicago Orchestra Hall. Theodore Roosevelt hielt 1912 im Auditorium seine berühmte Rede Bull Moose und wurde von der unabhängigen Progressive Party zum Präsidentschaftskandidaten nominiert.
Die Operngesellschaft zog im Jahre 1929 ins Civic Opera House um. Kurze Zeit später, in der Zeit der Großen Depression, wurde das Auditorium-Theater geschlossen. 1941 übernahm die Stadt Chicago das Gebäude, um darin ein Zentrum für die Soldaten des Zweiten Weltkriegs einzurichten. Fünf Jahre später zog die Roosevelt University in das Auditorium Building. Der einstige Glanz des Theaters war dadurch jedoch nicht wiederhergestellt.
Das Auditorium-Theater wurde am 31. Oktober 1967 wiedereröffnet, um bis etwa 1975 als Chicagos wichtigster Veranstaltungsort für Rockkonzerte zu dienen. In dieser Zeit traten unter anderem Künstler wie Jimi Hendrix, The Who und Grateful Dead auf. Am 17. April 1970 wurde das Auditorium Building als Baudenkmal in das National Register of Historic Places aufgenommen. Am 15. Mai 1975 nahm das Innenministerium das Auditorium in die Liste der National Historic Landmarks auf.
Das Auditorium Building wurde bereits außerordentlich früh mit einem Klimaanlagensystem ausgestattet und das Theater war das erste, dessen Beleuchtung vollständig aus Glühlampen bestand. 2001 begann man mit einer Restauration, die die Wiederherstellung der ursprünglich verwendeten Farben im Theaterraum vorsieht.

## Kommentare
„The Auditorium was built for a syndicate of businessmen to house a large civic opera house; to provide an economic base it was decided to wrap the auditorium with a hotel and office block. Hence Adler & Sullivan had to plan a complex multiple-use building. Fronting on Michigan Avenue, overlooking the lake, was the hotel (now Roosevelt University) while the offices were placed to the west on Wabash Avenue. The entrance to the auditorium is on the south side beneath the tall blocky eighteen-story tower. The rest of the building is a uniform ten stories, organized in the same way as Richardson's Marshall Field Wholesale Store. The interior embellishment, however, is wholly Sullivan's, and some of the details, because of their continuous curvilinear foliate motifs, are among the nearest equivalents to European Art Nouveau architecture.“

„Das Auditorium wurde für ein Syndikat von Geschäftsleuten erbaut, um darin ein großes städtisches Opernhaus unterzubringen. Um eine wirtschaftliche Grundlage zu erbringen, entschied man sich, das Auditorium mit einem Hotel und einem Bürogebäude zu umbauen. Daher hatten Adler & Sullivan ein Mehrzweckgebäude zu entwerfen. An der Michigan Avenue gelegen, mit Blick auf den See, stand das Hotel (heute Roosevelt University), während die Büros an der westlich verlaufenden Wabash Avenue platziert wurden. Der Eingang zum Auditorium liegt an der Südseite unterhalb des mächtigen achtzehngeschossigen Turms. Das restliche Gebäude ist einheitlich zehngeschossig, ähnlich organisiert wie Richardsons Marshall Field's Wholesale Store. Die Verzierungen im Innern jedoch sind gänzlich Sullivans Werk, und einige der Details gleichen wegen ihrer kurvigen Laubmotive ähnlichen Beispielen des europäischen Jugendstils.“

## Galerie

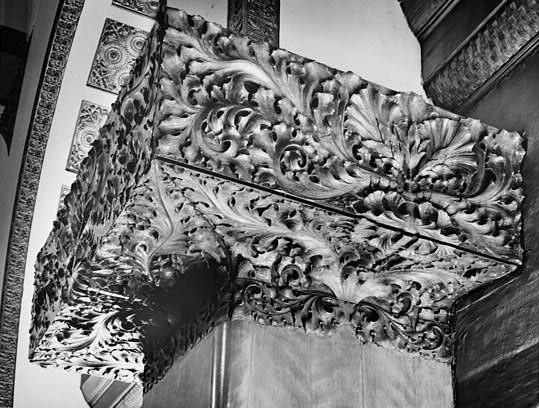
Kapitell in der Ganz Hall
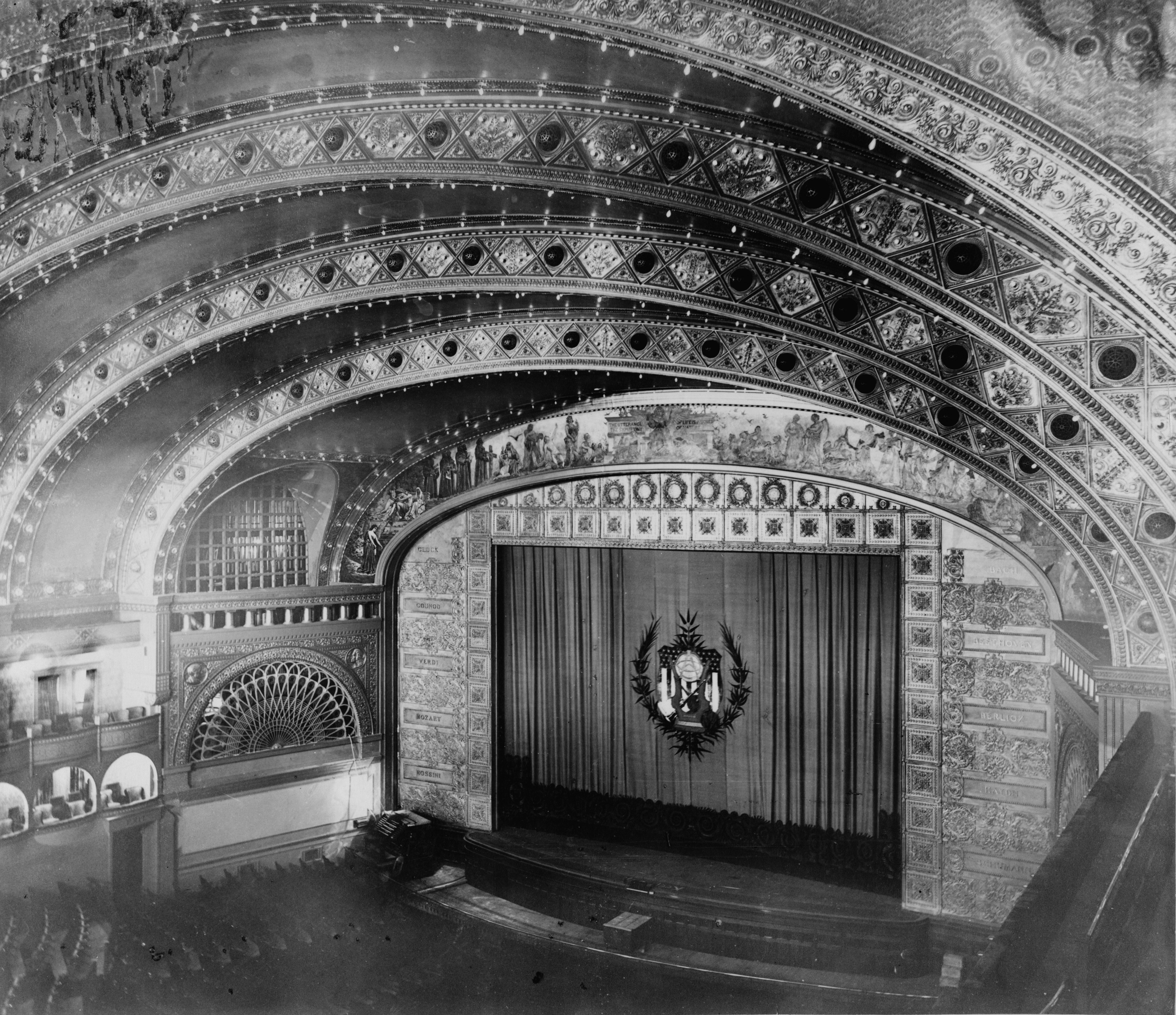
Auditorium-Theater
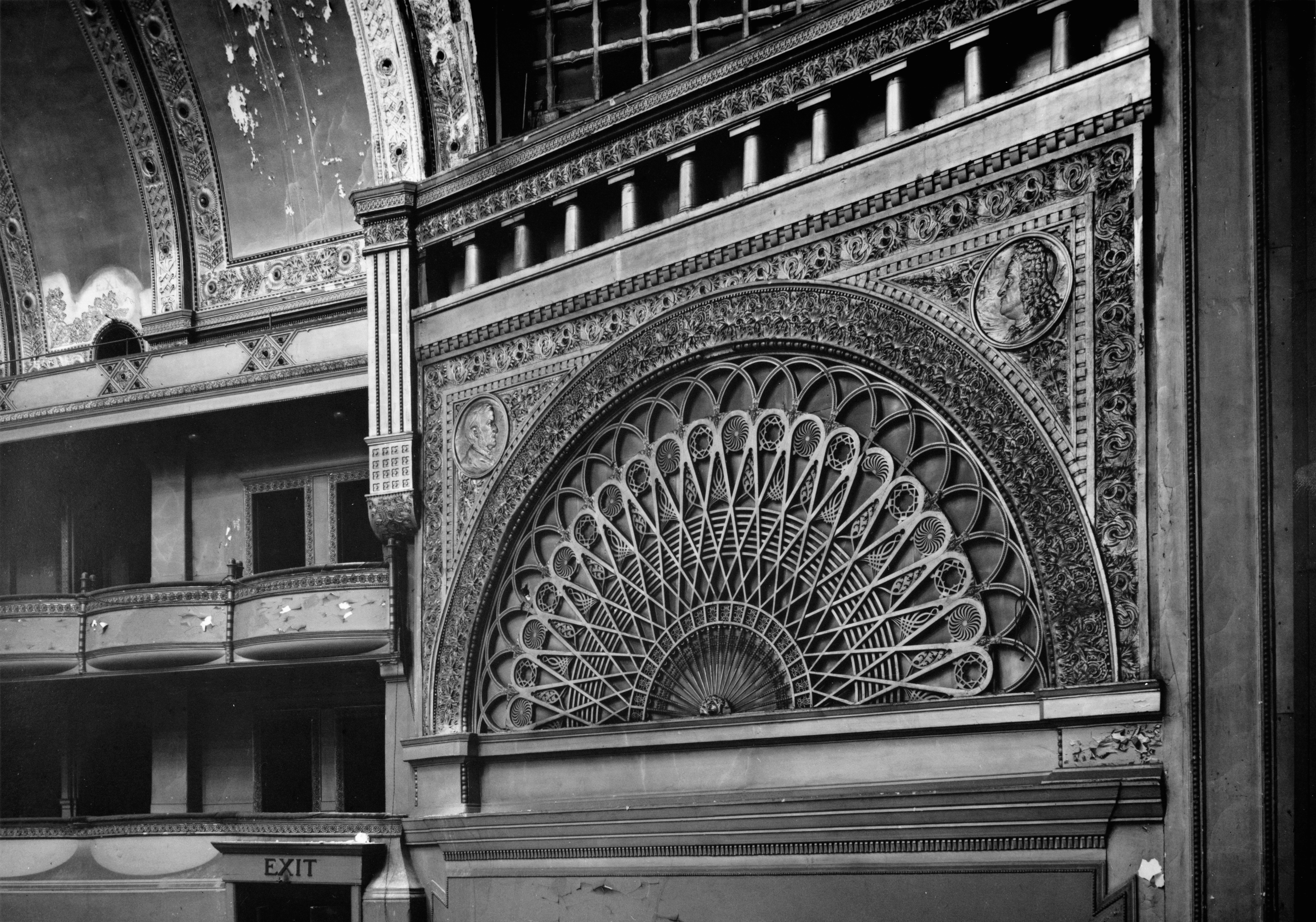
Auditorium-Theater
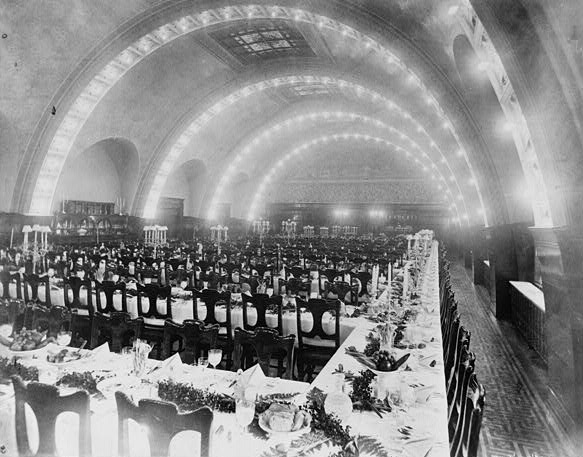
Speisesaal des Hotels

## Film
- Sullivan & Adler: Auditorium Building. Dokumentarfilm, Frankreich, 2002, 26 Min., Buch und Regie: Stan Neumann, Produktion: arte France, Reihe: Baukunst, deutsche Erstausstrahlung: 6. September 2003, Inhaltsangabe von arte.